# Significant Other
Significant Other – drugi album studyjny amerykańskiego zespołu muzycznego Limp Bizkit wydany 22 czerwca 1999 roku nakładem Flip Records i Interscope Records. Był nagrywany w okresie od listopada 1998 roku do lutego 1999 roku w studiu NRG Recording Services w North Hollywood. Gościnnie na albumie wystąpili: Jonathan Davis z zespołu KoЯn, Scott Weiland z zespołu Stone Temple Pilots, Method Man, Aaron Lewis z zespołu Staind, Scott Borland, Les Claypool z zespołu Primus i Matt Pinfield. W wersji demo utworu „Don’t Go Off Wandering” wystąpił Serj Tankian z zespołu System of a Down, jednak jego wokal został usunięty z finalnej, zamieszczonej na albumie wersji. Oprócz tego wokalista Limp Bizkit, Fred Durst, z myślą o Significant Other nagrał wspólnie z Eminemem piosenkę „Turn Me Loose”, która ostatecznie nie znalazła się na albumie, ponadto nie doczekała się też żadnego innego oficjalnego wydania.
Wydawnictwo dotarło do pierwszego miejsca na liście przebojów Billboard 200, w pierwszym tygodniu od premiery sprzedając się w liczbie 834 000 kopii. Według danych z kwietnia 2002 roku album sprzedał się w nakładzie 7 237 123 egzemplarzy na terenie Stanów Zjednoczonych. Już we wrześniu 2001 roku RIAA uhonorowało go siedmiokrotnym platynowym certyfikatem. Na całym świecie sprzedał się w około 16 milionach egzemplarzy (stan na 2011 rok).
W 2000 roku album był nominowany do nagrody Grammy w kategorii Best Rock Album, jednak przegrał z albumem Supernatural zespołu Santana.

## Lista utworów
Opracowano na podstawie materiału źródłowego.
| Nr  | Tytuł utworu                                               | Długość |
| --- | ---------------------------------------------------------- | ------- |
| 1.  | „Intro”                                                    | 0:37    |
| 2.  | „Just Like This”                                           | 3:35    |
| 3.  | „Nookie”                                                   | 4:49    |
| 4.  | „Break Stuff”                                              | 2:46    |
| 5.  | „Re-Arranged”                                              | 5:54    |
| 6.  | „I’m Broke”                                                | 3:59    |
| 7.  | „Nobody Like You” (feat. Jonathan Davis and Scott Weiland) | 4:20    |
| 8.  | „Don’t Go Off Wandering”                                   | 3:59    |
| 9.  | „9 Teen 90 Nine”                                           | 4:36    |
| 10. | „N 2 Gether Now” (feat. Method Man)                        | 4:49    |
| 11. | „Trust?”                                                   | 4:59    |
| 12. | „No Sex” (feat. Aaron Lewis)                               | 3:54    |
| 13. | „Show Me What You Got”                                     | 4:26    |
| 14. | „A Lesson Learned”                                         | 2:40    |
| 15. | „Outro”                                                    | 7:21    |
|     |                                                            | 1:02:44 |

## Twórcy
Opracowano na podstawie materiału źródłowego.
Zespół Limp Bizkit w składzie
- Fred Durst – wokal
- Wes Borland – gitara
- Sam Rivers – gitara basowa
- John Otto – perkusja
- DJ Lethal – turntablizm

Dodatkowi muzycy
- Jonathan Davis – wokal w „Nobody Like You”
- Scott Weiland – wokal w „Nobody Like You”
- Method Man – wokal w „N 2 Gether Now”
- Aaron Lewis – wokal w „No Sex”
- Scott Borland – instrumenty klawiszowe w utworach 2., 3., 5., 6., 9. i 14.
- Les Claypool – słowa w ukrytym utworze
- Matt Pinfield – słowa w ukrytym utworze

Produkcja
- Fred Durst – teksty, kierownictwo artystyczne
- Wes Borland, Sam Rivers, John Otto – muzyka
- Jonathan Davis, Scott Weiland – tekst w „Nobody Like You”
- Clifford Smith – tekst w „N 2 Gether Now”
- Chris Martin – muzyka w „N 2 Gether Now”
- Brendan O’Brien – muzyka w „No Sex”, miksowanie
- Limp Bizkit, Terry Date – produkcja muzyczna (z wyjątkiem „N 2 Gether Now”)
- DJ Premier – produkcja muzyczna w „N 2 Gether Now”
- Scott Weiland – dodatkowa produkcja muzyczna
- Erin Haley – koordynacja produkcji muzycznej
- Jordan Schur, Eric Hunter – produkcja wykonawcza, A&R
- Liza Joseph, Tom Whalley – kierownictwo A&R
- Peter Katsis – koordynacja A&R
- Roger Lian – edycja
- Howie Weinberg – mastering
- Ryan Williams, Karl Egsieker – pomoc w miksowaniu
- Cameron Webb, Markus Ulibarri, Jesse Gorman – inżynieria dodatkowa
- John Ewing – komputery, inżynieria dodatkowa
- Mear One, Conart – oprawa graficzna
- F. Scott Schaefer – fotografie
- David Mantel – opieka prawna
- The Firm; Goldman, Lichtenberg, Wasserman and Grossman, Eric Wasserman, Matt Lichtenberg – kierownictwo biznesowe